# Ahold Delhaize
Ahold Delhaize je nizozemská společnost podnikající především v oblasti prodeje potravin. Společnost působí v osmi zemích Evropy, ve Spojených státech a v Indonésii a provozuje 17 obchodních řetězců, které mají dohromady asi 7,5 tisíce prodejen a 413 tisíc zaměstnanců. S celosvětovými tržbami 93,2 mld. amerických dolarů (asi 2,22 bilionu Kč) byla v roce 2021 11. největší maloobchodní společností na světě. Firma vznikla v roce 2016 sloučením do té doby samostatných společností Ahold a Delhaize. V Česku je Ahold Delhaize majitelem řetězce Albert.

## Historie

### Ahold
Ahold byla nizozemská společnost, jejíž historie sahala do roku 1887, kdy si její zakladatel Albert Heijn otevřel první obchod s potravinami v městečku Oostzaan v Severním Holandsku. Postupně byly otevírány další prodejny a v roce 1948 se Albert Heijn stal akciovou společností na burze v Amsterdamu. V roce 1952 společnost v Rotterdamu otevřela svůj první supermarket a v roce 1973 změnila název na Ahold (Albert Heijn Holding).
Od roku 1976 Ahold expandoval do zahraničí. Na českém trhu začal působit v roce 1991 otevřením supermarketu Mana v Jihlavě, který se stal prvním tuzemským supermarketem zahraničního majitele. Dále Ahold v Česku provozoval diskonty Sesam, větší supermarkety („megamarkety“) Prima a hypermarkety Hypernova. Tyto čtyři řetězce byly postupně konsolidovány pod značku Albert.

### Delhaize
Společnost Delhaize (francouzská výslovnost [də'lɛːz]) vznikla v Belgii. První obchod otevřeli bratři Delhaizeovi v roce 1867 v Charleroi. První supermarket Delhaize byl otevřen v roce 1957 v Bruselu. Firma také expandovala do zahraničí, například do Spojených států s řetězcem supermarketů Food Lion. V České republice firma podnikala v letech 1991–2007 a provozovala zde supermarkety Delvita.

### Fúze
Sloučení společností bylo oznámeno v červnu 2015. Akcionáři Delhaize měli za každou svou akcii dostat 4,75 akcie Aholdu a celkově mít v nové společnosti podíl 39 %. Transakci v hodnotě 9,8 mld. eur (asi 265 mld. Kč) schválili akcionáři obou firem v březnu 2016. Dokončena byla v červenci téhož roku poté, co ji schválil americký regulační úřad. Vznikla tak největší maloobchodní společnost v Beneluxu a jedna z největších ve Spojených státech.

## Podnikání
Společnost Ahold Delhaize v červnu 2022 podnikala v deseti zemích světa. Provozovala 21 značek, zejména maloobchodních řetězců, které dohromady čítaly téměř 7,5 tisíce prodejen a 413 tisíc zaměstnanců.
| Země                   | Značka                   | Typ                      | Počet prodejen | Založeno | Poznámka                                        |
| ---------------------- | ------------------------ | ------------------------ | -------------- | -------- | ----------------------------------------------- |
| Belgie                 | Albert Heijn             | Supermarket              | 70             | 2011     |                                                 |
| Belgie                 | Bol.com                  | Internetový obchod       | 0              | 1999     | Společností Ahold koupeno v roce 2012.          |
| Belgie                 | Delhaize                 | Supermarket              | 834            | 1867     |                                                 |
| Česko                  | Albert                   | Supermarket              | 246            | 1991     |                                                 |
| Česko                  | Albert                   | Hypermarket              | 88             | 1995     |                                                 |
| Indonésie              | Super Indo               | Supermarket              | 204            | 1997     | Společný podnik s firmou Salim Group.           |
| Lucembursko            | Delhaize                 | Supermarket              | 56             | 1922     |                                                 |
| Nizozemsko             | Albert Heijn             | Supermarket              | 1 122          | 1887     |                                                 |
| Nizozemsko             | Bol.com                  | Internetový obchod       | 0              | 1999     | Společností Ahold koupeno v roce 2012.          |
| Nizozemsko             | Etos                     | Drogerie                 | 527            | 1919     | Společností Ahold koupeno v roce 1973.          |
| Nizozemsko             | Gall & Gall              | Obchod s alkoholem       | 609            | 1884     | Společností Ahold koupeno v roce 1989.          |
| Portugalsko            | Pingo Doce               | Supermarket              | 441            | 1992     | Společný podnik s firmou Jerónimo Martins.      |
| Rumunsko               | Mega Image               | Supermarket              | 920            | 1995     | Společností Delhaize koupeno v roce 2000.       |
| Řecko                  | Alfa Beta Vassilopoulos  | Supermarket              | 578            | 1939     | Společností Delhaize koupeno v roce 1992.       |
| Řecko                  | Ena                      | Velkoobchod              | 14             | 2001     | Společností Delhaize koupeno v roce 2000.       |
| Spojené státy americké | Food Lion                | Supermarket              | 1 104          | 1957     | Společností Delhaize koupeno v roce 1974.       |
| Spojené státy americké | FreshDirect              | Internetový obchod       | 0              | 2002     | Společností Ahold Delhaize koupeno v roce 2020. |
| Spojené státy americké | Giant                    | Supermarket              | 190            | 1923     | Společností Ahold koupeno v roce 1981.          |
| Spojené státy americké | Giant Food               | Supermarket              | 164            | 1936     | Společností Ahold koupeno v roce 1998.          |
| Spojené státy americké | Hannaford                | Supermarket              | 184            | 1883     | Společností Delhaize koupeno v roce 2000.       |
| Spojené státy americké | Peapod                   | Internetový obchod       | 0              | 1989     | Společností Ahold koupeno v roce 2001.          |
| Spojené státy americké | Retail Business Services | Management a technologie | 0              | 2018     |                                                 |
| Spojené státy americké | Stop & Shop              | Supermarket              | 406            | 1914     | Společností Ahold koupeno v roce 1996.          |
| Srbsko                 | Maxi                     | Supermarket              | 457            | 2000     | Společností Delhaize koupeno v roce 2011.       |
| Srbsko                 | Tempo                    | Hypermarket              | 9              | 2004     |                                                 |

## Galerie

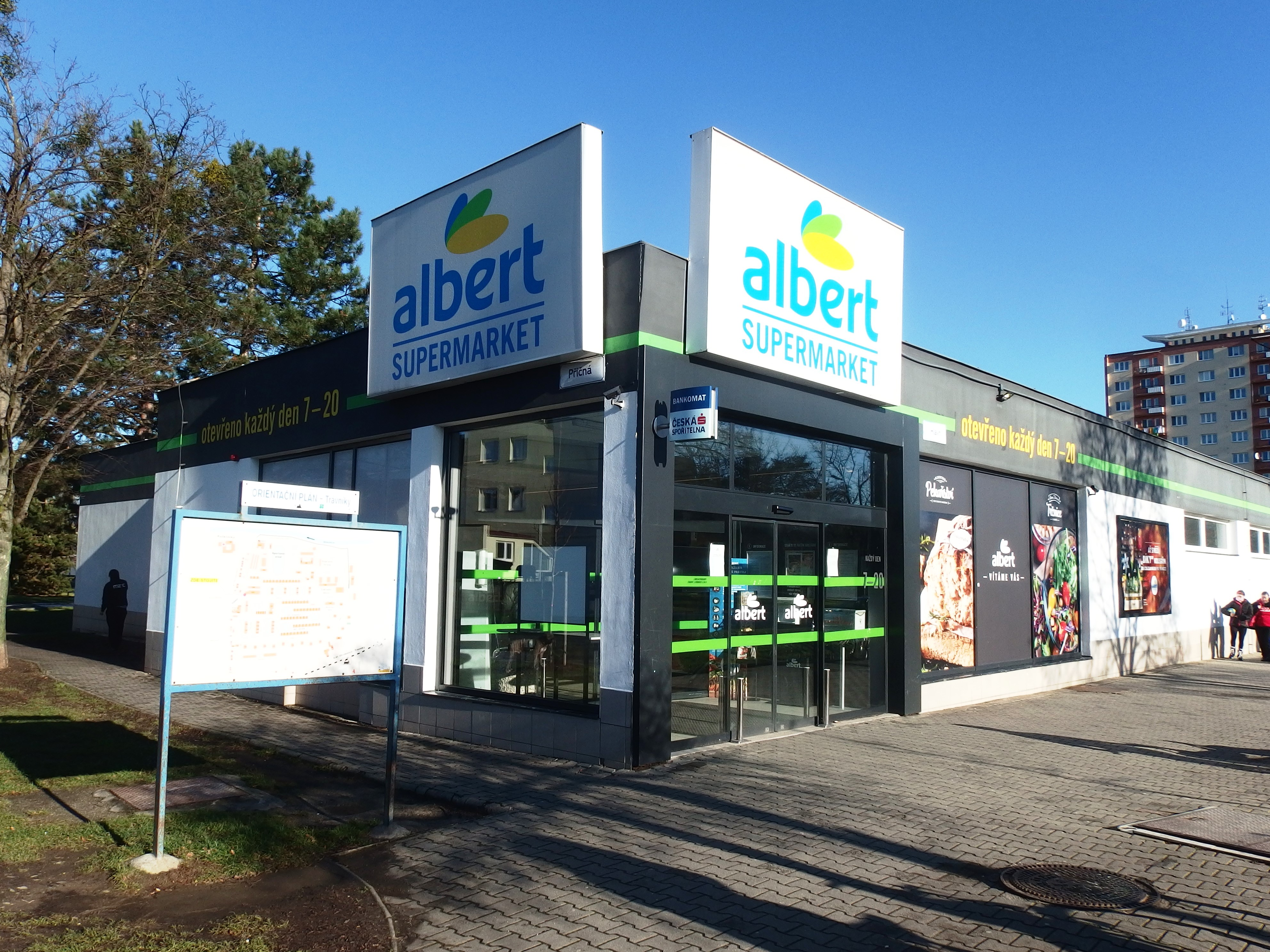
Albert Supermarket v Otrokovicích
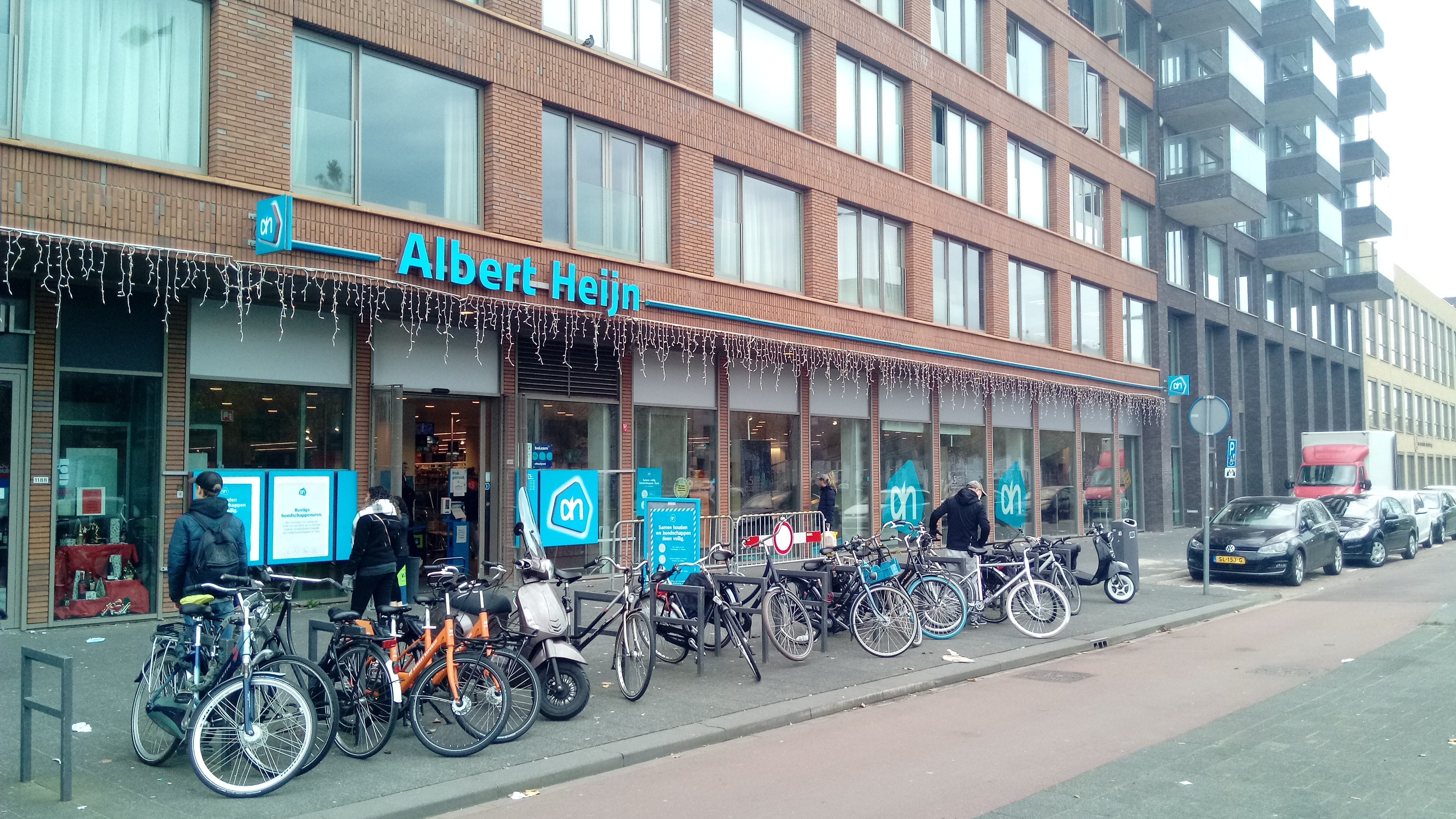
Albert Heijn v Rotterdamu
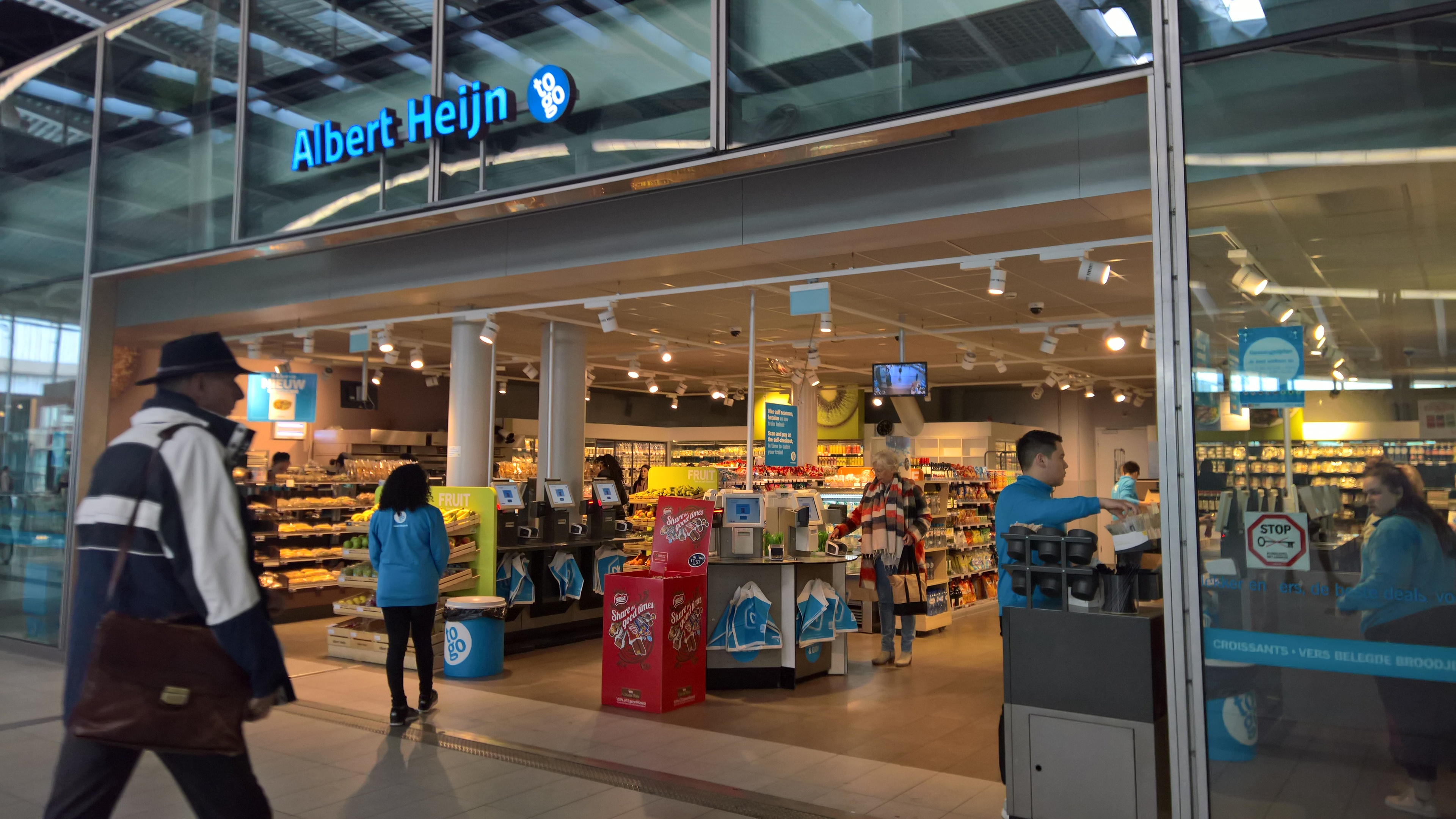
Albert Heijn To Go na hlavním nádraží v Utrechtu
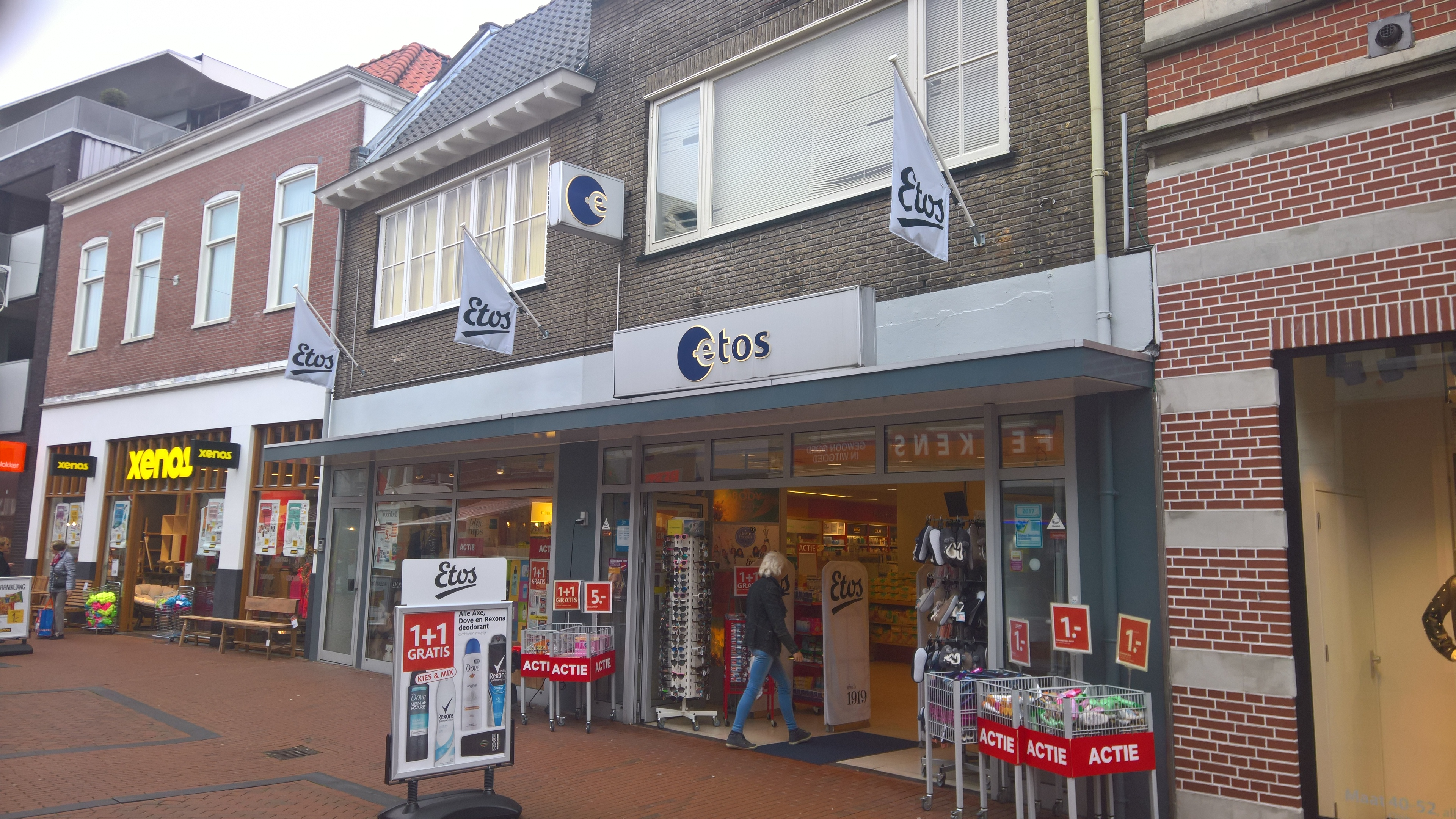
Drogerie Etos v nizozemském městě Winschoten v provincii Groningen
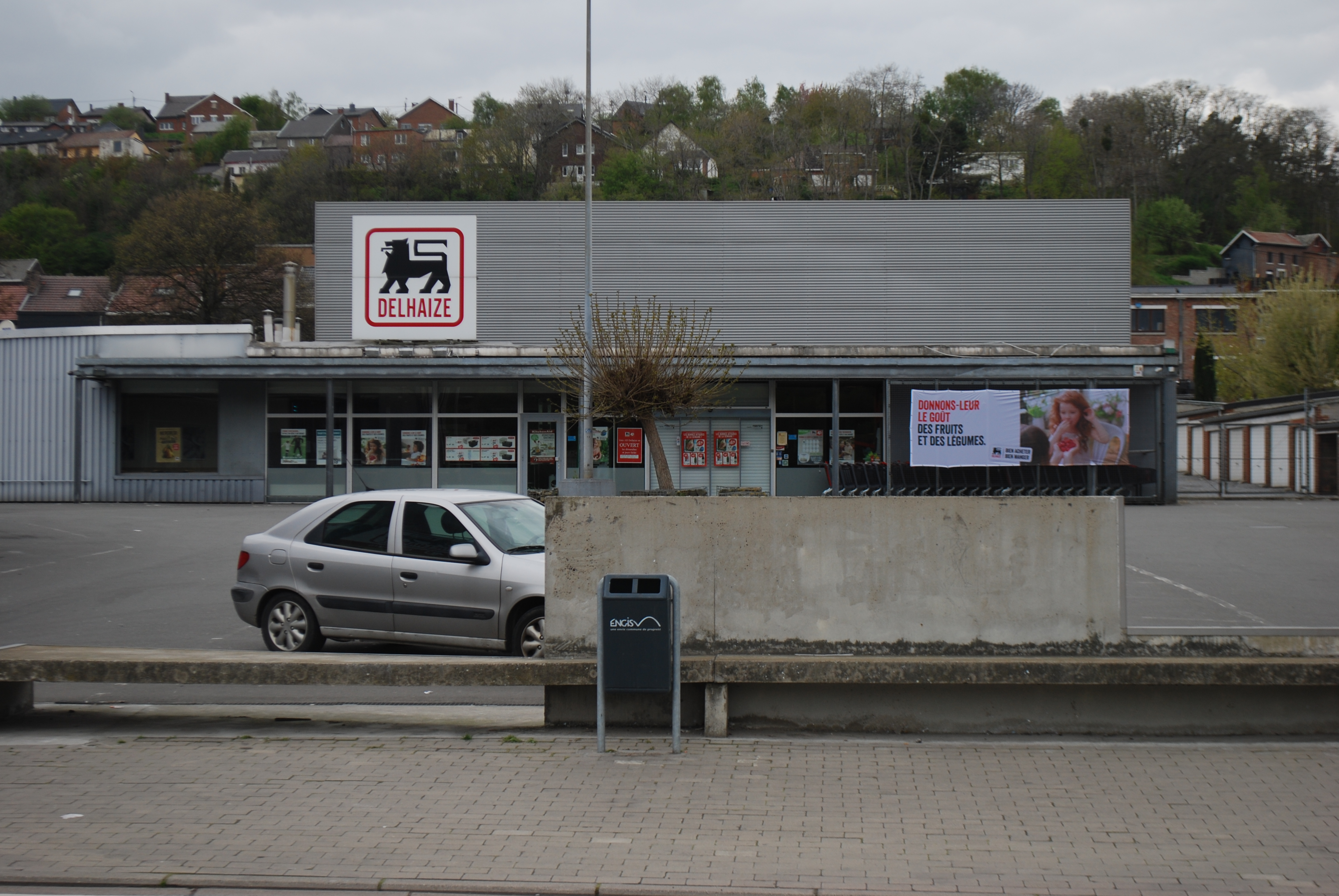
Delhaize v belgické obci Engis
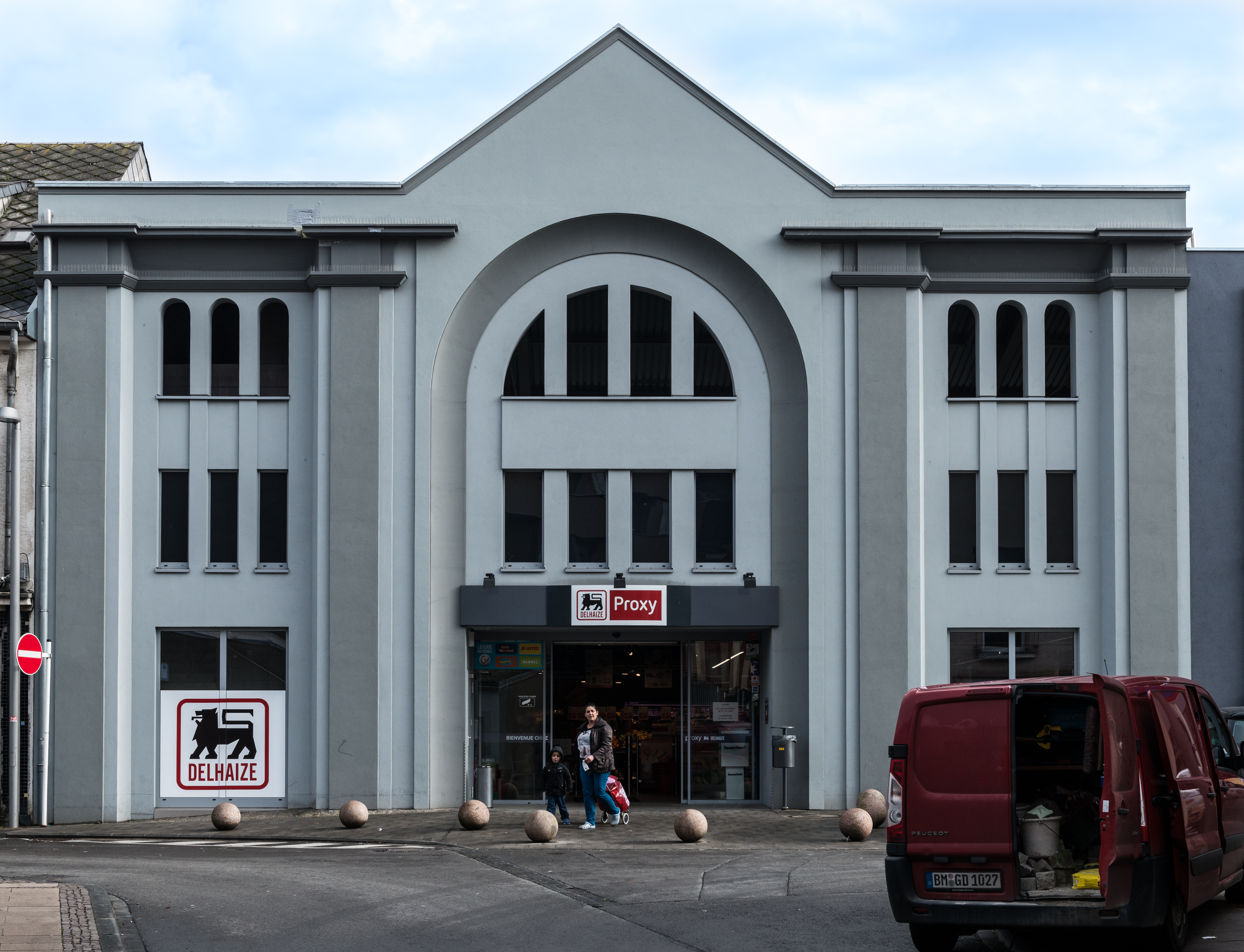
Malý supermarket Delhaize Proxy v lucemburském Differdange
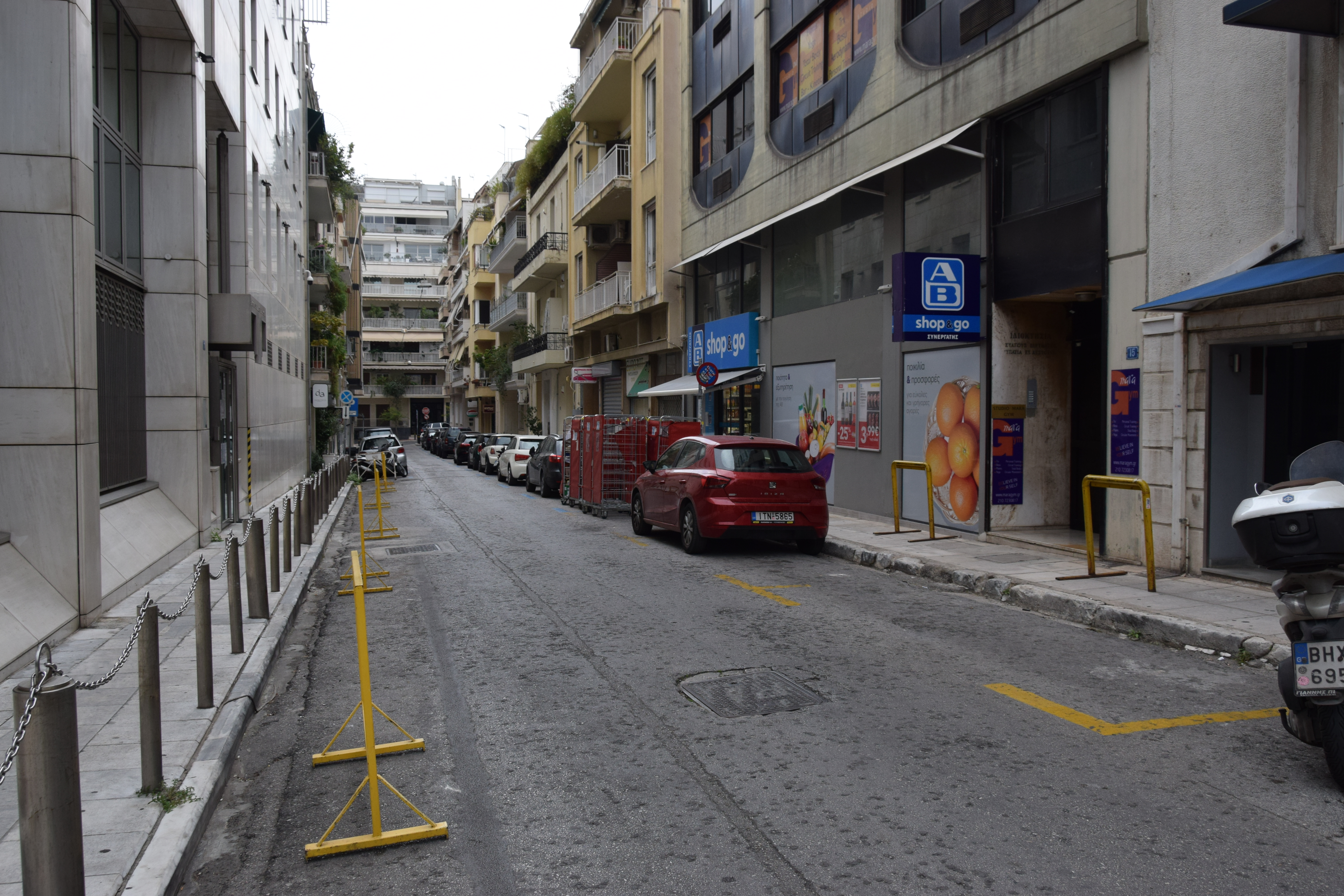
Supermarket AB Shop & Go v Athénách
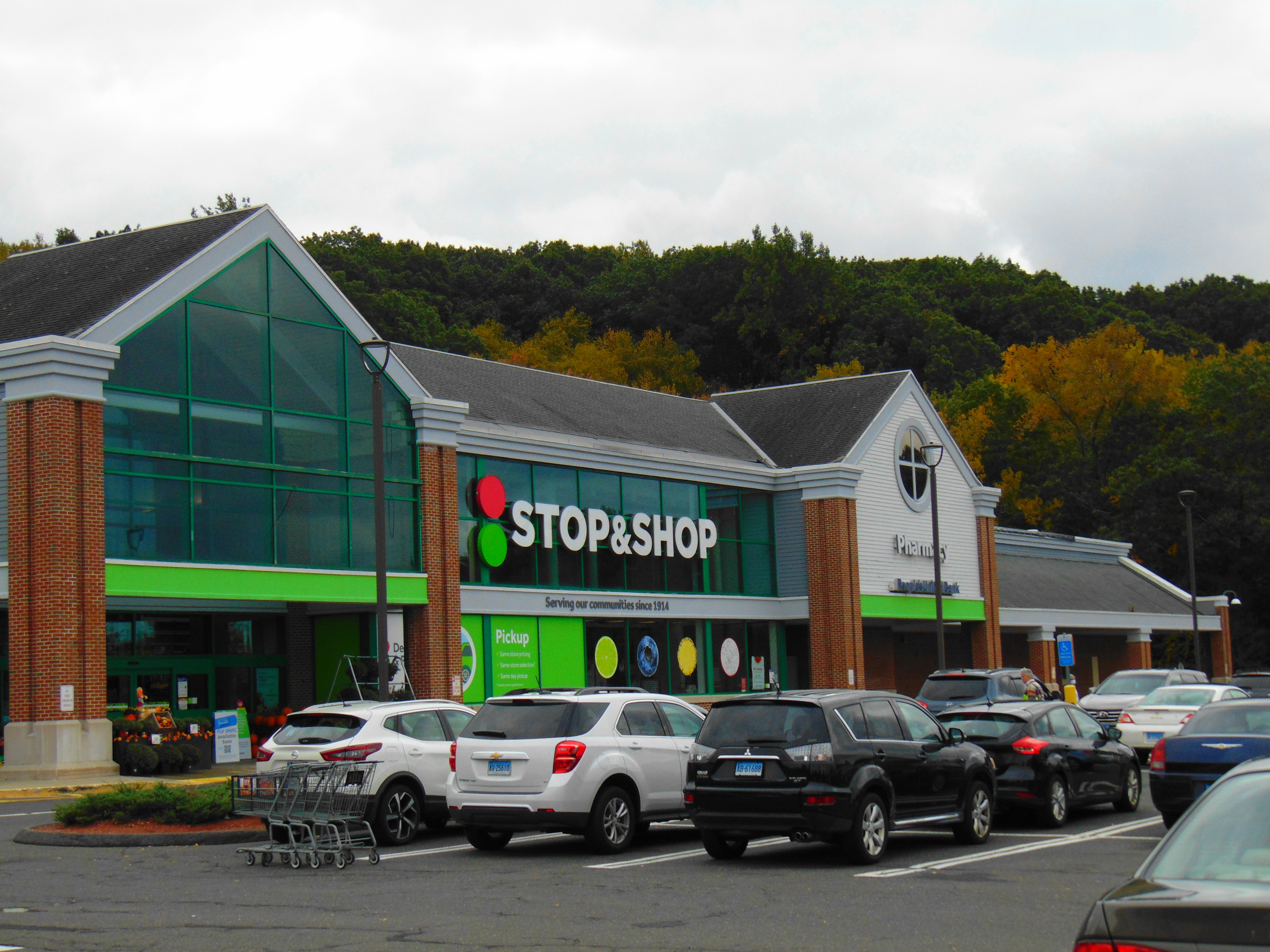
Stop & Shop ve městě Newington v americkém státě Connecticut
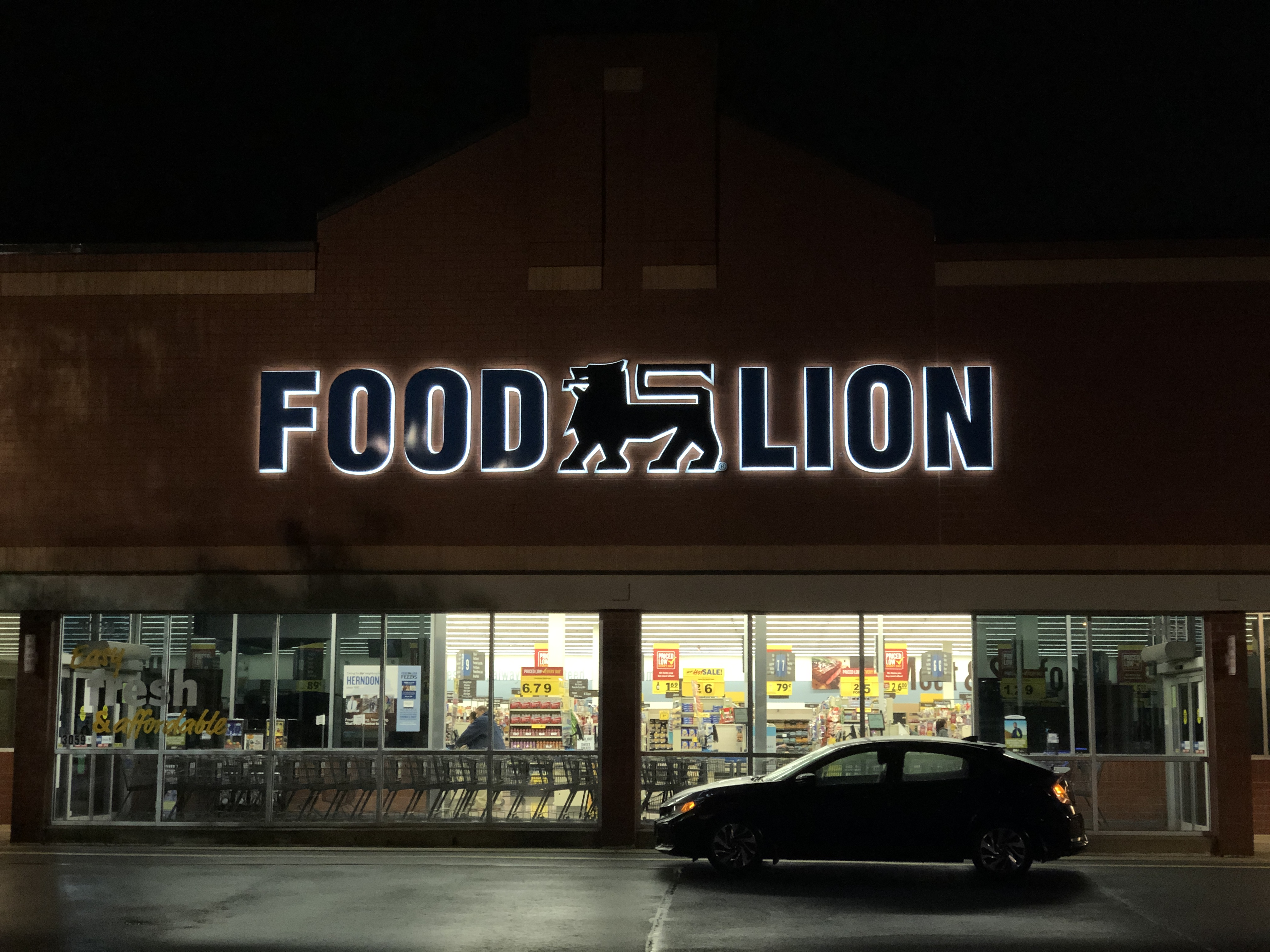
Food Lion v americkém státě Virginia, na předměstí Washingtonu